# Turpinia robusta
Turpinia robusta là một loài thực vật có hoa trong họ Staphyleaceae. Loài này được Craib miêu tả khoa học đầu tiên năm 1926.